# 上瓦桑地区克拉旺
上瓦桑地区克拉旺（法語：Clavans-en-Haut-Oisans，法語發音：[klavɑ̃ ɑ̃ o(t‿)wazɑ̃]）是法国伊泽尔省的一个市镇，位于该省东南部，属于格勒诺布尔区。

## 地理
上瓦桑地区克拉旺（45°5'1"N, 6°9'46"E）面积15.58 平方千米，位于法国奥弗涅-罗讷-阿尔卑斯大区伊泽尔省，该省份为法国东南部内陆省份，北起顺时针与安省、萨瓦省、上阿尔卑斯省、德龙省、阿尔代什省、卢瓦尔省和罗讷省。
与上瓦桑地区克拉旺接壤的市镇（或旧市镇、城区）包括：沃雅尼、圣索尔兰达尔沃、贝斯、勒弗勒内杜瓦桑、米佐安、欧里斯。
上瓦桑地区克拉旺的时区为UTC+01:00、UTC+02:00（夏令时）。

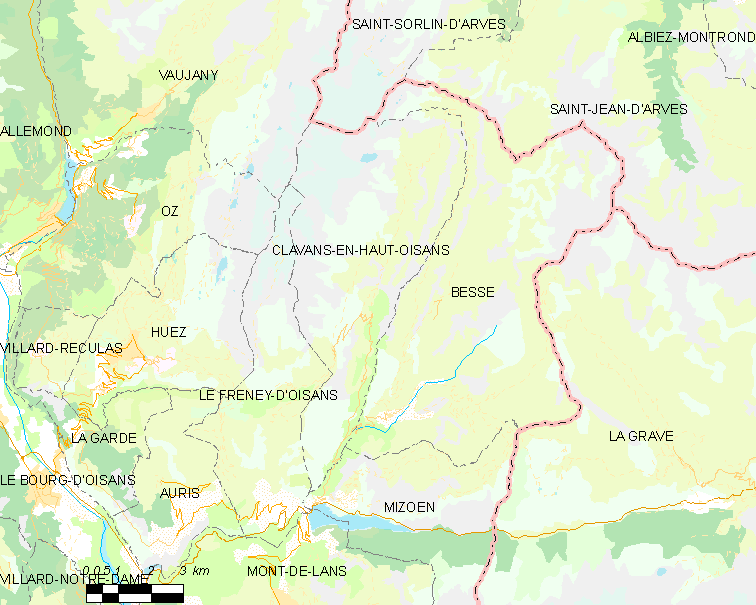
上瓦桑地区克拉旺的OSM定位图

## 行政
上瓦桑地区克拉旺的邮政编码为38142，INSEE市镇编码为38112。

## 政治
上瓦桑地区克拉旺所属的省级选区为瓦桑-罗曼什县。

## 人口

1962-2008年间上瓦桑地区克拉旺人口变化图示

上瓦桑地区克拉旺于2022年1月1日时的人口数量为81人。